# Espoir Sportif de Hammam-Sousse
O Espoir Sportif de Hammam-Sousse (em árabe: الأمل الرياضي بحمام سوسة) é um clube de futebol da Tunísia, da cidade de Hammam-Sousse. muitas vezes referido como ESHS, tendo como cores amarelo e preto.  O clube manda seus jogos no Stade Municipal Bou Ali-Lahouar também chamado de Estádio l'Arbi Lahwar, que tem uma capacidade de 6.500.

## Títulos
- Campeonato Tunisiano da Segunda Divisão: 1

(2007-08)